# TxK (jeu vidéo)
Pour les articles homonymes, voir TXK.
TxK est un jeu vidéo de type tube shooter développé et édité par Llamasoft, sorti en 2014 sur PlayStation Vita.

## Accueil
- Canard PC : 7/10[1]